# Гатчинский дворец (яйцо Фаберже)
Яйцо́ «Га́тчинский дворе́ц» — ювелирное яйцо, одно из пятидесяти двух императорских пасхальных яиц, изготовленных фирмой Карла Фаберже для русской императорской семьи. Оно было сделано в 1901 году и подарено Николаем II своей матери, вдовствующей императрице Марии Фёдоровне на Пасху. Хранится в Художественном музее Уолтерса (США).

## Дизайн

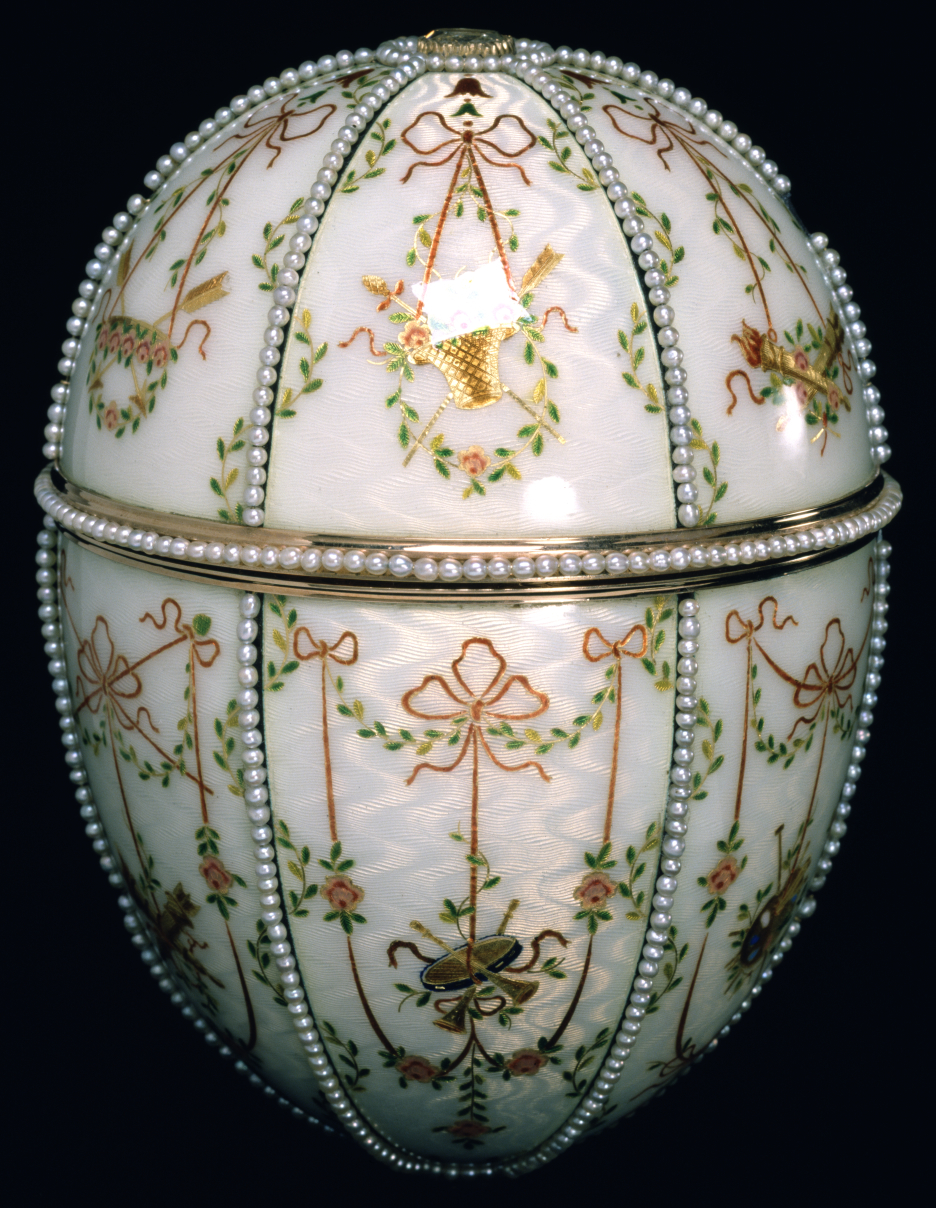

Золотая гильошированная поверхность яйца покрыта эмалью молочного цвета и делится двенадцатью полосками жемчуга, которые декорированы изящным узором из гирлянд, бантов, корзин с цветами и других украшений. Два больших плоских бриллианта установлены на обоих концах яйца. Вероятно, под ними были нанесены год и монограмма императрицы Марии Федоровны, которые позднее были удалены.
Внутренняя отделка — белый бархат.
В 1903 году ювелирных дел мастер Михаил Перхин по заказу русского предпринимателя Александра Фердинандовича Кельха создал пасхальное яйцо «Бонбоньерка», внешний вид которого практически копировал яйцо «Гатчинский дворец», изготовленное Перхиным в 1901 году, однако на этот раз в качестве сюрприза мастер изготовил агатовый футляр с миниатюрным кулоном.

### Сюрприз
После поворота крышки ювелирного пасхального яйца, перед нами предстаёт миниатюрная модель Гатчинского дворца (резиденции Марии Фёдоровны за пределами Санкт-Петербурга). Копия изготовлена вплоть до мельчайших подробностей: можно разглядеть пушки, статую Павла Первого и другие элементы пейзажа, вплоть до деревьев и кустов.
Один из немногих сюрпризов, который не извлекается из яйца.

## Владельцы
Пасхальное яйцо «Гатчинский дворец» было сделано мастером Михаилом Перхиным в 1901 году для матери Николая II и было подарено 1 апреля 1901 года. Его стоимость оценивалась в то время в 5000 рублей. Яйцо хранилось в Аничковом дворце и после революции, в 1920 году было куплено русским эмигрантом в Париже Александром Половцовым. В 1930 году его приобрёл Генри Уолтерс из Балтимора (США), потом яйцо по завещанию перешло в Художественный музей Уолтерса. С 1952 года — в постоянной экспозиции этого музея.